# Campionats d'Europa de ciclisme en ruta
Els Campionats d'Europa de ciclisme en ruta són els campionats continentals europeus de ciclisme en ruta. Fins al 2015 estaven reservats per ciclistes sub-23 i consten de diferents proves tant en categoria masculina com femenina. La Unió Europea de Ciclisme és l'encarregada de la seva organització. Es realitzen també les proves per a júniors i per a més grans de trenta anys.
En categoria sub-23, es porten disputant des del 1995, i formen part del calendari de l'UCI Europa Tour. La categoria júnior va tenir dos primer edicions als 1973 i 1974 però després es varen disputar com a Campionats del món júnior. Es varen tornar a disputar a partir del 2005. A partir del 2016 es comença a disputar també en categoria d'elit.

## Palmarès elit masculí

### Ruta
| Any  | Campió             | 2n                   | 3r               |
| 2016 | Peter Sagan        | Julian Alaphilippe   | Daniel Moreno    |
| 2017 | Alexander Kristoff | Elia Viviani         | Moreno Hofland   |
| 2018 | Matteo Trentin     | Mathieu Van der Poel | Wout Van Aert    |
| 2019 | Elia Viviani       | Yves Lampaert        | Pascal Ackermann |
| 2020 | Giacomo Nizzolo    | Arnaud Démare        | Pascal Ackermann |
| 2021 | Sonny Colbrelli    | Remco Evenepoel      | Benoît Cosnefroy |
| 2022 | Fabio Jakobsen     | Arnaud Démare        | Tim Merlier      |
| 2023 | Christophe Laporte | Wout van Aert        | Olav Kooij       |
| 2024 | Tim Merlier        | Olav Kooij           | Madis Mihkels    |

### Contrarellotge
| Any  | Campió               | 2n                   | 3r                    |
| 2016 | Jonathan Castroviejo | Victor Campenaerts   | Moreno Moser          |
| 2017 | Victor Campenaerts   | Maciej Bodnar        | Ryan Mullen           |
| 2018 | Victor Campenaerts   | Jonathan Castroviejo | Maximilian Schachmann |
| 2019 | Remco Evenepoel      | Kasper Asgreen       | Edoardo Affini        |
| 2020 | Stefan Küng          | Rémi Cavagna         | Victor Campenaerts    |
| 2021 | Stefan Küng          | Filippo Ganna        | Remco Evenepoel       |
| 2022 | Stefan Bisseger      | Stefan Küng          | Filippo Ganna         |
| 2023 | Joshua Tarling       | Stefan Bisseger      | Wout van Aert         |
| 2024 | Edoardo Affini       | Stefan Küng          | Mattia Cattaneo       |

## Palmarès elit femení

### Ruta
| Any  | Campiona             | 2a                   | 3a                   |
| 2016 | Anna van der Breggen | Katarzyna Niewiadoma | Elisa Longo Borghini |
| 2017 | Marianne Vos         | Giorgia Bronzini     | Olga Zabelínskaia    |
| 2018 | Marta Bastianelli    | Marianne Vos         | Lisa Brennauer       |
| 2019 | Amy Pieters          | Elena Cecchini       | Lisa Klein           |
| 2020 | Annemiek van Vleuten | Elisa Longo Borghini | Katarzyna Niewiadoma |
| 2021 | Ellen van Dijk       | Liane Lippert        | Rasa Leleivytė       |
| 2022 | Lorena Wiebes        | Elisa Balsamo        | Rachele Barbieri     |
| 2023 | Mischa Bredewold     | Lorena Wiebes        | Lotte Kopecky        |
| 2024 | Lorena Wiebes        | Elisa Balsamo        | Daria Pikulik        |

### Contrarellotge
| Any  | Campiona             | 2a                   | 3a                      |
| 2016 | Eleonora van Dijk    | Anna van der Breggen | Olga Zabelínskaia       |
| 2017 | Eleonora van Dijk    | Ann-Sophie Duyck     | Anna van der Breggen    |
| 2018 | Eleonora van Dijk    | Anna van der Breggen | Trixi Worrack           |
| 2019 | Ellen van Dijk       | Lisa Klein           | Lucinda Brand           |
| 2020 | Anna van der Breggen | Marlen Reusser       | Ellen van Dijk          |
| 2021 | Marlen Reusser       | Ellen van Dijk       | Lisa Brennauer          |
| 2022 | Marlen Reusser       | Ellen van Dijk       | Riejanne Markus         |
| 2023 | Marlen Reusser       | Anna Henderson       | Christina Schweinberger |
| 2024 | Lotte Kopecky        | Ellen van Dijk       | Christina Schweinberger |

## Palmarès contrarellotge per equips mixts
| Any  | Campions | 2ns | 3rs |
| 2019 | Països Baixos · Koen Bouwman · Bauke Mollema · Ramon Sinkeldam · Floortje Mackaij · Riejanne Markus · Amy Pieters      | Alemanya · Marco Mathis · Jasha Sütterlin · Justin Wolf · Lisa Brennauer · Lisa Klein · Mieke Kröger               | Itàlia · Edoardo Affini · Manuele Boaro · Davide Martinelli · Vittoria Guazzini · Elisa Longo Borghini · Silvia Valsecchi           |
| 2020 | Alemanya · Miguel Heidemann · Michel Hessmann · Justin Wolf · Lisa Brennauer · Lisa Klein · Mieke Kröger               | Suïssa · Stefan Bissegger · Robin Froidevaux · Claudio Imhof · Elise Chabbey · Marlen Reusser · Kathrin Stirnemann | Itàlia · Edoardo Affini · Liam Bertazzo · Davide Plebani · Vittoria Bussi · Elena Cecchini · Vittoria Guazzini                      |
| 2021 | Itàlia · Alessandro De Marchi · Filippo Ganna · Matteo Sobrero · Marta Cavalli · Elena Cecchini · Elisa Longo Borghini | Alemanya · Miguel Heidemann · Max Walscheid · Justin Wolf · Corinna Lechner · Lisa Klein · Tanja Erath             | Països Baixos · Koen Bouwman · Bauke Mollema · Jos van Emden · Floortje Mackaij · Demi Vollering · Amy Pieters                      |
| 2023 | França · Bruno Armirail · Rémi Cavagna · Benjamin Thomas · Audrey Cordon-Ragot · Cédrine Kerbaol · Juliette Labous     | Itàlia · Edoardo Affini · Mattia Cattaneo · Matteo Sobrero · Vittoria Guazzini · Elena Cecchini · Soraya Paladin   | Alemanya · Miguel Heidemann · Max Walscheid · Jannik Steimle · Franziska Koch · Lisa Klein · Mieke Kröger                           |
| 2024 | Itàlia · Edoardo Affini · Mattia Cattaneo · Mirco Maestri · Vittoria Guazzini · Elena Cecchini · Gaia Masetti          | Alemanya · Nils Politt · Max Walscheid · Jannik Steimle · Franziska Koch · Lisa Klein · Mieke Kröger               | Bèlgica · Edward Theuns · Noah Vandenbranden · Victor Vercouillie · Alana Castrique · Marion Norbert-Riberolle · Jesse Vandenbulcke |

## Palmarès sub-23 masculí

### Ruta
| Any  | Campió                  | 2n                  | 3r                     |
| 1995 | Mirko Celestino         | Romāns Vainšteins   | Giuliano Figueras      |
| 1996 | Cândido Barbosa         | Daniele Contrini    | Serguei Ivanov         |
| 1997 | Salvatore Commesso      | Sven Montgomery     | Gerrit Glomser         |
| 1998 | Zoran Klemenčič         | Andy Vidts          | Raphael Schweda        |
| 1999 | Michele Gobbi           | Luca Paolini        | Fabio Bulgarelli       |
| 2000 | Graziano Gasparre       | Stefan Adamsson     | Lorenzo Bernucci       |
| 2001 | Giampaolo Caruso        | Eric Baumann        | Roman Lougovyi         |
| 2002 | Michael Albasini        | Mikhail Timochine   | Matthieu Sprick        |
| 2003 | Giovanni Visconti       | Jérémy Roy          | Kristjan Fajt          |
| 2004 | Kalvis Eisaks           | Tom Veelers         | Arturs Ansons          |
| 2005 | František Raboň         | Anders Lund         | Nick Ingels            |
| 2006 | Benoît Sinner           | Rene Mandri         | Francesco Gavazzi      |
| 2007 | Andrei Kliúiev          | Ignatas Konovalovas | Normunds Lasis         |
| 2008 | Cyril Gautier           | Paul Voss           | Timofey Kritskiy       |
| 2009 | Kris Boeckmans          | Jarosław Marycz     | Sacha Modolo           |
| 2010 | Pawel Gawronski         | Nélson Oliveira     | Arnaud Démare          |
| 2011 | Julian Kern             | Siarhei Novikau     | Kanstantsin Klimiankou |
| 2012 | Jan Tratnik             | Andžs Flaksis       | Wouter Wippert         |
| 2013 | Sean De Bie             | Petr Vakoč          | Toms Skujiņš           |
| 2014 | Stefan Küng             | Iuri Filosi         | Anthony Turgis         |
| 2015 | Erik Baška              | Mamyr Stash         | Davide Martinelli      |
| 2016 | Alexandr Riabushenko    | Bjorg Lambrecht     | Andrea Vendrame        |
| 2017 | Casper Pedersen         | Benoît Cosnefroy    | Marc Hirschi           |
| 2018 | Marc Hirschi            | Victor Lafay        | Fernando Barceló       |
| 2019 | Alberto Dainese         | Niklas Larsen       | Rait Ärm               |
| 2020 | Jonas Iversby Hvideberg | Anthon Charmig      | Vojtěch Řepa           |
| 2021 | Thibau Nys              | Filippo Baroncini   | Juan Ayuso             |
| 2022 | Felix Engelhardt        | Mathias Vacek       | Davide De Pretto       |
| 2023 | Henrik Pedersen         | Iván Romeo          | Paul Magnier           |
| 2024 | Huub Artz               | Niklas Behrens      | Léandre Lozouet        |

### Contrarellotge
| Any  | Campió                  | 2n                   | 3r                      |
| 1997 | Guillaume Auger         | Fabio Malberti       | Maurizio Caravaggio     |
| 1998 | Oleg Joukov             | Marco Pinotti        | László Bodrogi          |
| 1999 | Martin Cotar            | Charles Wegelius     | Nicolas Fritsch         |
| 2000 | Ievgueni Petrov         | Pawel Zugaj          | Dmitri Stemov           |
| 2001 | Manuel Quinziato        | Alexander Bespalov   | Sebastian Lang          |
| 2002 | Jonas Olsson            | Alexander Bespalov   | Jure Zrimšek            |
| 2003 | Markus Fothen           | Jure Zrimšek         | Vladímir Gússev         |
| 2004 | Christian Müller        | Janez Brajkovič      | Alexei Esin             |
| 2005 | Dmitrò Hrabovski        | Dominique Cornu      | Janez Brajkovič         |
| 2006 | Dmitrò Hrabovski        | Jérôme Coppel        | Dominique Cornu         |
| 2007 | Maksim Belkov           | Rein Taaramäe        | Adriano Malori          |
| 2008 | Adriano Malori          | Timofei Kritski      | Artiom Ovetxkin         |
| 2009 | Marcel Kittel           | Timofei Kritski      | Rasmus Christian Quaade |
| 2010 | Alex Dowsett            | Geoffrey Soupe       | Nélson Oliveira         |
| 2011 | Yoann Paillot           | Bob Jungels          | Vegard Stake Laengen    |
| 2012 | Rasmus Christian Quaade | Bob Jungels          | Oleksandr Golovash      |
| 2013 | Victor Campenaerts      | Oleksandr Golovash   | Jasha Sütterlin         |
| 2014 | Stefan Küng             | Davide Martinelli    | Alexander Evtushenko    |
| 2015 | Steven Lammertink       | Marlen Zmorka        | Maximilian Schachmann   |
| 2016 | Lennard Kämna           | Filippo Ganna        | Rémi Cavagna            |
| 2017 | Kasper Asgreen          | Mikkel Bjerg         | Corentin Ermenault      |
| 2018 | Edoardo Affini          | Izidor Penko         | Markus Wildauer         |
| 2019 | Johan Price-Pejtersen   | Mikkel Bjerg         | Stefan Bissegger        |
| 2020 | Andreas Leknessund      | Stefan Bissegger     | Ilan Van Wilder         |
| 2021 | Johan Price-Pejtersen   | Søren Wærenskjold    | Daan Hoole              |
| 2022 | Alec Segaert            | Fran Miholjević      | Eddy Le Huitouze        |
| 2023 | Alec Segaert            | Carl-Frederik Bévort | Gustav Wang             |
| 2024 | Alec Segaert            | Jakob Söderqvist     | Wessel Mouris           |

## Palmarès sub-23 femení

### Ruta
| Any  | Campiona                  | 2a                    | 3a                        |
| 1995 | Regina Schleicher         | Evi Gensheimer        | Elena Unruh               |
| 1996 | Hanka Kupfernagel         | Diana Žiliūtė         | Élisabeth Chevanne-Brunel |
| 1997 | Élisabeth Chevanne-Brunel | Tetiana Stiàjkina     | Izaskun Bengoa            |
| 1998 | Susanne Ljungskog         | Diana Žiliūtė         | Mirella van Melis         |
| 1999 | Tetiana Stiàjkina         | Oksana Saprykina      | Nicole Brändli            |
| 2000 | Alessandra D'Ettore       | Mirella van Melis     | Vera Carrara              |
| 2001 | Mirella van Melis         | Angela Hennig-Brodtka | Sophie Creux              |
| 2002 | Trixi Worrack             | Evy Van Damme         | Virginie Moinard          |
| 2003 | María Isabel Moreno       | Theresa Senff         | Vera Koedooder            |
| 2004 | Monica Holler             | Bertine Spijkerman    | Nathalie Tirard Collet    |
| 2005 | Gessica Turato            | Monica Holler         | Modesta Vžesniauskaitė    |
| 2006 | Marianne Vos              | Tatiana Guderzo       | Monica Holler             |
| 2007 | Marianne Vos              | Marta Bastianelli     | Rasa Leleivytė            |
| 2008 | Rasa Leleivytė            | Léssia Kalitovska     | Marta Bastianelli         |
| 2009 | Chantal Blaak             | Katie Colclough       | Marianne Vos              |
| 2010 | Noortje Tabak             | Léssia Kalitovska     | Aušrinė Trebaitė          |
| 2011 | Larisa Pankova            | Alena Amialiusik      | Lucinda Brand             |
| 2012 | Evelyn Arys               | Barbara Guarischi     | Kim de Baat               |
| 2013 | Susanna Zorzi             | Francesca Cauz        | Hanna Solovey             |
| 2014 | Sabrina Stultiens         | Elena Cecchini        | Annabelle Dreville        |
| 2015 | Katarzyna Niewiadoma      | Ilaria Sanguineti     | Thalita de Jong           |
| 2016 | Katarzyna Niewiadoma      | Cecilie Uttrup Ludwig | Séverine Eraud            |
| 2017 | Pernille Mathiesen        | Susanne Andersen      | Alice Barnes              |
| 2018 | Nikola Nosková            | Aafke Soet            | Letizia Paternoster       |
| 2019 | Letizia Paternoster       | Marta Lach            | Lonneke Uneken            |
| 2020 | Elisa Balsamo             | Lonneke Uneken        | Emma Norsgaard Jørgensen  |
| 2021 | Silvia Zanardi            | Kata Blanka Vas       | Évita Muzic               |
| 2022 | Shirin van Anrooij        | Vittoria Guazzini     | Fem van Empel             |
| 2023 | Ilse Pluimers             | Anna Shackley         | Linda Zanetti             |
| 2024 | Sofie van Rooijen         | Scarlett Souren       | Eleonora Gasparrini       |

### Contrarellotge
| Any  | Campiona              | 2a                    | 3a                   |
| 1997 | Diana Žiliūtė         | Izaskun Bengoa        | Jenny Algelid        |
| 1998 | Diana Žiliūtė         | Susanne Ljungskog     | Rasa Mažeikytė       |
| 1999 | Tetiana Stiàjkina     | Nicole Brändli        | Ceris Gilfillan      |
| 2000 | Lada Kozlíková        | Ceris Gilfillan       | Nicole Brändli       |
| 2001 | Nicole Brändli        | Lada Kozlíková        | Olga Zabelínskaia    |
| 2002 | Olga Zabelínskaia     | Vera Carrara          | Vera Koedooder       |
| 2003 | Virginie Moinard      | Madeleine Sandig      | María Isabel Moreno  |
| 2004 | Tatiana Guderzo       | Madeleine Sandig      | Anna Zugno           |
| 2005 | Madeleine Sandig      | Tatiana Guderzo       | Anna Zugno           |
| 2006 | Linda Villumsen       | Tatiana Guderzo       | Bianca Knoepfle      |
| 2007 | Linda Villumsen       | Svitlana Haliuk       | Martina Sáblíková    |
| 2008 | Eleonora van Dijk     | Svitlana Haliuk       | Léssia Kalitovska    |
| 2009 | Eleonora van Dijk     | Emilia Fahlin         | Marianne Vos         |
| 2010 | Alexandra Burchenkova | Emilia Fahlin         | Katažina Sosna       |
| 2011 | Mélodie Lesueur       | Larisa Pankova        | Katažina Sosna       |
| 2012 | Anna van der Breggen  | Mieke Kröger          | Elisa Longo Borghini |
| 2013 | Hanna Solovey         | Rossella Ratto        | Kseniya Dobrynina    |
| 2014 | Mieke Kröger          | Séverine Eraud        | Ramona Forchini      |
| 2015 | Mieke Kröger          | Olga Shekel           | Corinna Lechner      |
| 2016 | Anastasiia Iakovenko  | Kseniya Tuhai         | Lisa Klein           |
| 2017 | Pernille Mathiesen    | Cecilie Uttrup Ludwig | Lisa Klein           |
| 2018 | Aafke Soet            | Lisa Klein            | Nikola Nosková       |
| 2019 | Hannah Ludwig         | Maria Novolodskaya    | Elena Pirrone        |
| 2020 | Hannah Ludwig         | Franziska Koch        | Marta Jaskulska      |
| 2021 | Vittoria Guazzini     | Hannah Ludwig         | Elena Pirrone        |
| 2022 | Shirin van Anrooij    | Vittoria Guazzini     | Marie Le Net         |
| 2023 | Zoe Bäckstedt         | Antonia Niedermaier   | Anniina Ahtosalo     |
| 2024 | Anniina Ahtosalo      | Antonia Niedermaier   | Marie Schreiber      |

## Palmarès júnior masculí

### Ruta
| Any  | Campió                   | 2n                  | 3r                    |
| 1973 | Claes Svensson           | Peter Hall          | Jan Spijker           |
| 1974 | Sergei Chelpakov         | Iuri Zajac          | John Van Herwerden    |
| 2005 | Ivan Rovni               | Andrei Soloménnikov | Federico Masiero      |
| 2006 | Étienne Pieret           | Thomas Bertolini    | Ronan van Zandbeek    |
| 2007 | Michał Kwiatkowski       | Fabien Taillefer    | Ole Haavardsholm      |
| 2008 | Johan Le Bon             | Luke Rowe           | Piotr Gawroński       |
| 2009 | Luca Wackermann          | Barry Markus        | Arnaud Démare         |
| 2010 | Blaž Bogataj             | Bryan Coquard       | Rafael Reis           |
| 2011 | Pierre-Henri Lecuisinier | Olivier Le Gac      | Loïc Vliegen          |
| 2012 | Alexander Wachter        | Anthony Turgis      | Davide Ballerini      |
| 2013 | Franck Bonnamour         | Elie Gesbert        | Mathias Van Gompel    |
| 2014 | Edoardo Affini           | Jordi Warlop        | Pierre Idjouadiene    |
| 2015 | Alan Banaszek            | Stan Dewulf         | Dennis van der Horst  |
| 2016 | Nicolas Malle            | Émilien Jeannière   | Tadej Pogačar         |
| 2017 | Michele Gazzoli          | Søren Wærenskjold   | Niklas Märkl          |
| 2018 | Remco Evenepoel          | Alexandre Balmer    | Carlos Rodriguez Cano |
| 2019 | Andrii Ponomar           | Maurice Ballerstedt | Andrea Piccolo        |
| 2020 | Kasper Andersen          | Pavel Bittner       | Arnaud De Lie         |
| 2021 | Romain Grégoire          | Per Strand Hagenes  | Lenny Martinez        |
| 2022 | Jan Christen             | Jørgen Nordhagen    | Léo Bisiaux           |
| 2023 | Anže Ravbar              | Matys Grisel        | Žak Eržen             |
| 2024 | Felix Ørn-Kristoff       | Héctor Álvarez      | Paul Seixas           |

### Contrarellotge
| Any  | Campió                  | 2n                 | 3r                 |
| 2005 | Dmitriy Sokolov         | Yevgeniy Nikolenko | Manuele Boaro      |
| 2006 | Dmitriy Sokolov         | Tony Gallopin      | Adriano Malori     |
| 2007 | Ilnur Zakarin           | Michał Kwiatkowski | Piotr Gawroński    |
| 2008 | Michał Kwiatkowski      | Vegard Breen       | Johan Le Bon       |
| 2009 | Joseph Perrett          | Bob Jungels        | Kévin Labèque      |
| 2010 | Kiril Yatsevich         | Émilien Viennet    | Marlen Zmorka      |
| 2011 | Alberto Bettiol         | Alexis Gougeard    | Alexey Rybalkin    |
| 2012 | Mathias Krigbaum        | Ryan Mullen        | Matej Mohorič      |
| 2013 | Nikolay Cherkasov       | Igor Decraene      | Rémi Cavagna       |
| 2014 | Lennard Kämna           | Corentin Ermenault | Tobias Foss        |
| 2015 | Nikolai Ilichev         | Tobias Foss        | Max Singer         |
| 2016 | Alexys Brunel           | Marc Hirschi       | Iver Knotten       |
| 2017 | Andreas Leknessund      | Julius Johansen    | Sébastien Grignard |
| 2018 | Remco Evenepoel         | Ilan Van Wilder    | Antonio Tiberi     |
| 2019 | Andrea Piccolo          | Lars Boven         | Enzo Leijnse       |
| 2020 | Mathias Vacek           | Marco Brenner      | Lorenzo Milesi     |
| 2021 | Alec Segaert            | Cian Uijtdebroeks  | Eddy Le Huitouze   |
| 2022 | Mathieu Kockelmann      | Jens Verbrugghe    | Emil Herzog        |
| 2023 | Albert Withen Philipsen | Jørgen Nordhagen   | Sente Sentjens     |
| 2024 | Michiel Mouris          | Jasper Schoofs     | Paul Fietzke       |

### Contrarellotge per equips
| Any  | Campió                                                                                    | 2n                                                                   | 3r                                                                   |
| 1974 | Unió Soviètica · Iuri Zajac · Vladimir Chapovalov · Sergei Chelpakov · Alexeï Schevchenko | Dinamarca · Gert Frank · Ole Rasmussen · Per Thomsen · Olaf Petersen | Suïssa · Henri-Dan Raymond · Serge Demierre · Dan Schwab · Alex Frei |

## Palmarès júnior femení

### Ruta
| Any  | Campiona                    | 2a                       | 3a                     |
| 2005 | Alexandra Burchenkova       | Ekaterina Novozhilova    | Marta Bastianelli      |
| 2006 | Mie Bekker Lacota           | Elise Van Hage           | Julie Krasniak         |
| 2007 | Valentina Scandolara        | Daria Gorbatovskaya      | Gloria Presti          |
| 2008 | Valentina Scandolara        | Valeriya Kononenko       | Jessie Daams           |
| 2009 | Elena Cecchini              | Laura van der Kamp       | Pauline Ferrand-Prévot |
| 2010 | Anna Trevisi                | Pauline Ferrand-Prévot   | Rossella Ratto         |
| 2011 | Rossella Ratto              | Jessy Druyts             | Chiara Vannucci        |
| 2012 | Lucy Garner                 | Anna Zita Maria Stricker | Kirsten Coppens        |
| 2013 | Greta Richioud              | Séverine Eraud           | Ksenia Tuhai           |
| 2014 | Sofia Bertizzolo            | Nicole Koller            | Daria Egorova          |
| 2015 | Nadia Quagliotto            | Rachele Barbieri         | Karina Kasenova        |
| 2016 | Liane Lippert               | Elisa Balsamo            | Sophie Wright          |
| 2017 | Lorena Wiebes               | Emma Norsgaard Jørgensen | Letizia Paternoster    |
| 2018 | Aigul Gareeva               | Vittoria Guazzini        | Hannah Ludwig          |
| 2019 | Ilse Pluimers               | Sofie van Rooijen        | Kristina Nenadovic     |
| 2020 | Eleonora Camilla Gasparrini | Marith Vanhove           | Katrijn De Clercq      |
| 2021 | Linda Riedmann              | Eleonora Ciabocco        | Églantine Rayer        |
| 2022 | Églantine Rayer             | Eleonora Ciabocco        | Federica Venturelli    |
| 2023 | Fleur Moors                 | Federica Venturelli      | Léane Tabu             |
| 2024 | Puck Langenbarg             | Messane Bräutigam        | Štěpánka Dubcová       |

### Contrarellotge
| Any  | Campiona               | 2a                     | 3a                       |
| 2005 | Aleksandra Dawidowicz  | Aušrinė Trebaitė       | Léssia Kalitovska        |
| 2006 | Mie Bekker Lacota      | Trine Schmidt Hansen   | Alexandra Bourchenkova   |
| 2007 | Valeriya Kononenko     | Anne-Marie Schmitt     | Alena Amialiusik         |
| 2008 | Valeriya Kononenko     | Jacqueline Hahn        | Maria Mishina            |
| 2009 | Pauline Ferrand-Prévot | Hanna Solovey          | Maria Grandt Petersen    |
| 2010 | Hanna Solovey          | Pauline Ferrand-Prévot | Alexia Muffat            |
| 2011 | Rossella Ratto         | Mathilde Favre         | Svetlana Kashirina       |
| 2012 | Corine van der Zijden  | Ksenija Dobrynina      | Lotte Kopecky            |
| 2013 | Séverine Eraud         | Floortje Mackaij       | Olena Demidova           |
| 2014 | Aafke Soet             | Alice Gasparini        | Greta Richioud           |
| 2015 | Agnieszka Skalniak     | Kseniia Tcymbaliuk     | Yara Kastelijn           |
| 2016 | Lisa Morzenti          | Alessia Vigilia        | Juliette Labous          |
| 2017 | Elena Pirrone          | Letizia Paternoster    | Emma Norsgaard Jørgensen |
| 2018 | Vittoria Guazzini      | Hannah Ludwig          | Marta Jaskulska          |
| 2019 | Shirin van Anrooij     | Aigul Gareeva          | Wilma Olausson           |
| 2020 | Elise Uijen            | Maëva Squiban          | Carlotta Cipressi        |
| 2021 | Alena Ivanchenko       | Antonia Niedermaier    | Elise Uijen              |
| 2022 | Justyna Czapla         | Églantine Rayer        | Febe Jooris              |
| 2023 | Federica Venturelli    | Stina Kagevi           | Hannah Kunz              |
| 2024 | Paula Ostiz            | Fee Knaven             | Viktória Chladoňová      |